# Jochen Meißner
Jochen Meißner (n. 8 mai 1943, Stuttgart, Germania Nazistă) este un canotor german, medaliat olimpic. A participat la 2 ediții ale Jocurilor Olimpice (1968, 1972) în care a câștigat o medalie de argint.